# Burutáin
Burutáin (Burutain en euskera y de forma oficial) es una localidad española y un concejo de la Comunidad Foral de Navarra perteneciente al municipio de Anué.
Está situado en la Merindad de Pamplona, en la comarca de Ultzamaldea, en el valle de Anué y a 17 km de la capital de la comunidad, Pamplona. Su población en 2024 fue de 103 habitantes (INE), su superficie es de 4,19 km² y su densidad de población es de 22 hab/km².

## Geografía física

### Situación
La localidad de Burutáin está situada en la parte Sur del municipio de Anué a una altitud de 480 m s. n. m. Su término concejil tiene una superficie de 4,19 km² y limita al norte con Etuláin; al este con Esáin; al sur con Ostiz y Beraiz y al oeste con Ciáurriz.
|                 | Norte: Etuláin      |             |
| Oeste: Ciáurriz |                     | Este: Esáin |
|                 | Sur: Ostiz y Beraiz |             |

## Demografía

### Evolución de la población
| Gráfica de evolución demográfica de Burutáin entre 2000 y 2010 |
|                                                                |
| Datos según el nomenclátor publicado por el INE.               |